# Argentotetraedrita-(Cd)
L'argentotetraedrita-(Cd) és un mineral de la classe dels sulfurs que pertany al subgrup de la freibergita.

## Característiques
L'argentotetraedrita-(Cd) és una sulfosal de fórmula química Ag₆(Cu₄Cd₂)Sb₄S₁₂S. Va ser aprovada com a espècie vàlida per l'Associació Mineralògica Internacional l'any 2022, sent publicada a finals del mateix any. Cristal·litza en el sistema isomètric.
L'exemplar que va servir per a determinar l'espècie, el que es coneix com a material tipus, es troba conservat a les col·leccions del departament de mineralogia i petrologia del Museu Nacional de Praga, a la República Txeca, amb el número de catàleg: p1p 8/2022.

## Formació i jaciments
Va ser descoberta al municipi de Rudno nad Hronom, dins el districte de Žarnovica (Regió de Banská Bystrica, Eslovàquia), sent l'únic indret de tot el planeta on ha estat descrita aquesta espècie mineral.